# Amt Stickhausen
Das Amt Stickhausen war ein historisches Amt, also ein Verwaltungs- und Gerichtsbezirk des Königreichs Hannover. Übergeordnete Verwaltungsinstanz war die Landdrostei Aurich. In Bezug auf die Rechtsprechung war das Amt Stickhausen der Justizkanzlei Aurich nachgeordnet. 

## Lage
Das Amt grenzte im Osten und Süden an das Herzogtum Oldenburg, im Westen an das Amt Leer sowie im Norden an die Ämter Aurich und Friedeburg.

## Gliederung
Zum Amt Stickhausen gehörten die Amts-Vogtei Detern mit den Unter-Vogteien Detern und Nortmoor, die Amts-Vogtei Remels (bis 1852, dann wieder ab 1857/59) mit den Unter-Vogteien Hesel und Remels sowie die Amts-Vogtei Rhaude mit den Unter-Vogteien Rhaude und Backemoor.

## Geschichte
Das Amt war nach der Burg Stickhausen benannt. Im Zuge der Trennung von Rechtsprechung und Verwaltung auch in der unteren Instanz wurden im Königreich Hannover im Jahre 1852 die Verwaltungsaufgaben des bisherigen Amtes Stickhausen auf die zwei Ämter Stickhausen und Remels verteilt und die Rechtsprechung einem für beide zuständigen Amtsgericht übertragen. Alle drei Beamte hatten aber ihren Amtssitz in Stickhausen. Das Amt Remels umfasste die bisherige Amtsvogtei Remels des Amts Stickhausen. Das Amt Stickhausen umfasste nun im Wesentlichen noch das Gebiet der heutigen Gemeinden Ostrhauderfehn und Rhauderfehn. 
Nach der Revolution von 1848 wurde im Königreich Hannover die Rechtsprechung von der Verwaltung getrennt und die Patrimonialgerichtsbarkeit abgeschafft.
Die Rechtsprechung wurde daraufhin mit der Verordnung vom 7. August 1852 die Bildung der Amtsgerichte und unteren Verwaltungsbehörden betreffend dem neu geschaffenen Amtsgericht Stickhausen übertragen.
Schon vor 1857 wurde aber auch das Amt Remels wieder vom Amt Stickhausen mitverwaltet und im Zuge der Verwaltungsreform von 1859 wieder mit diesem vereinigt. Im Jahre 1885 ging das Amt Stickhausen im neuen Kreis Leer auf.

## Amtmänner
- vor 1818–1852  Joachim Rudolph Gerdes, Oberamtmann
- 1852–nach 1870  Ludwig Carl Gerdes, Amtmann